# Clare, Suffolk
Clare är en stad och en civil parish i distriktet West Suffolk i Suffolk i sydöstra England. Orten har 1 975 invånare. Den har ett slott.